# Puerto Rico op de Olympische Zomerspelen 2012
Puerto Rico nam deel aan de Olympische Zomerspelen 2012 in Londen, Verenigd Koninkrijk.

## Medailleoverzicht
| Sport     | Olympiër      | Onderdeel             | Medaille |
| --------- | ------------- | --------------------- | -------- |
| Worstelen | Jaime Espinal | -84kg vrije stijl (m) | Zilver   |
| Atletiek  | Javier Culson | 400m horden (m)       | Brons    |

## Deelnemers en resultaten
(m) = mannen, (v) = vrouwen 

### Atletiek
| Olympiër        | Onderdeel              | Resultaat | Prestatie                                                                 |
| --------------- | ---------------------- | --------- | ------------------------------------------------------------------------- |
| Miguel López    | 100m (m)               | 34e       | serie 7: 5de in 10,31                                                     |
| Wesley Vázquez  | 800m (m)               | 26e       | serie 2: 4de in 1.46,45                                                   |
| Samuel Vázquez  | 1500m (m)              | 40e       | serie 3: 14de in 3.49,19                                                  |
| Héctor Cotto    | 110m horden (m)        | 42e       | serie 4: 8ste in 14,08                                                    |
| Enrique Llanos  | 110m horden (m)        | DNF       | serie 2: niet gefinisht                                                   |
| Erick Alejandro | 400m horden (m)        | 12e       | serie 2: 4de in 49,39 halve finale 1: 7de in 49,15                        |
| Javier Culson   | 400m horden (m)        | Brons     | serie 4: 1ste in 48,33 halve finale 2: 1ste in 47,93 finale: 3de in 48,10 |
| Jamel Mason     | 400m horden (m)        | 25e       | serie 3: 5de in 49,89                                                     |
|                 |                        |           |                                                                           |
| Carol Rodriguez | 400m (v)               | 16e       | serie 4: 2de in 52,19 halve finale 3: 6de in 52,08                        |
| Beverly Ramos   | 3000m steeplechase (v) | series    | serie 2: 12de in 9.55,26 (12e)                                            |

### Boksen
| Olympiër         | Onderdeel | Resultaat | Prestatie |
| ---------------- | --------- | --------- | --- |
| Jantony Ortiz    | -49kg (m) | 9e        | 1ste ronde: W van GHA Sulemanu: 20-6 2de ronde: V van RUS Ayrapetyan: 13-15                                   |
| Jeyvier Cintrón  | -52kg (m) | 5e        | 1ste ronde: W van BOT Oteng: 14-12 2de ronde: W van BRA Henriques: 18-13 kwartfinale: V van RUS Aloyan: 13-23 |
| Félix Verdejo    | -60kg (m) | 5e        | 1ste ronde: W van PAN Huertas: 11-5 2de ronde: W van TUN Mejri: 16-7 kwartfinale: V van UKR Lomachenko: 9-14  |
| Francisco Vargas | -64kg (m) | 17e       | 1ste ronde: V van SWE Yigit: 9-13                                                                             |
| Enrique Collazo  | -75kg (m) | 17e       | 1ste ronde: V van GER Härtel: 10-18                                                                           |

### Gewichtheffen
| Olympiër    | Onderdeel | Resultaat | Prestatie                                                  |
| ----------- | --------- | --------- | ---------------------------------------------------------- |
| Lely Burgos | -48kg (v) | 11e       | trekken: 11de met 65kg stoten: 10de met 92kg totaal: 157kg |

e

### Gymnastiek
| Olympiër        | Onderdeel                | Resultaat | Prestatie |
| --------------- | ------------------------ | --------- | --- |
| Tommy Ramos     | ringen (m)               | 6e        | kwalificatie: 6de met 15,500 punten finale: 6de met 15,600 punten |
|                 |                          |           | |
| Lorena Quiñones | meerkamp individueel (v) | 54e       | kwalificatie: 54ste vloer: 60ste met 11,366 punten sprong: 30ste met 13,800 punten brug: 57ste met 10,766 punten balk: 26ste met 13,133 punten totaal: 49,065 punten |

### Judo
| Olympiër       | Onderdeel | Resultaat | Prestatie                                                                         |
| -------------- | --------- | --------- | --------------------------------------------------------------------------------- |
| Melissa Mojica | +78kg (v) | 9e        | 1ste ronde: W van KSA Shaherkani: yuko 2de ronde: V van RUS Ivashchenko: waza-ari |

### Schietsport
| Olympiër    | Onderdeel      | Resultaat | Prestatie                                     |
| ----------- | -------------- | --------- | --------------------------------------------- |
| José Torres | dubbeltrap (m) | 21e       | kwalificatie: 21ste met 127 punten (41-43-43) |

### Worstelen
| Olympiër        | Onderdeel   | Resultaat   | Prestatie |
| Vrije stijl     | Vrije stijl | Vrije stijl | Vrije stijl |
| --------------- | ----------- | ----------- | --- |
| Franklin Gómez  | -60kg (m)   | 15e         | kwalificatie: V van RUS Kudukhov: 1-3 herkansingen: V van IND Dutt: 0-3                                                                                            |
| Francisco Soler | -74kg (m)   | 19e         | kwalificatie: vrij 1ste ronde: V van USA Burroughs: 0-3 herkansingen: V van CAN Gentry: 0-3                                                                        |
| Jaime Espinal   | -84kg (m)   | Zilver      | kwalificatie: vrij 1ste ronde: W van NGR Dick: 3-1 kwartfinale: W van GEO Marsagishvili: 3-1 halve finale: W van BLR Gattsiev: 3-1 finale: V van AZE Sharifov: 1-3 |

### Zwemmen
| Olympiër              | Onderdeel           | Resultaat | Prestatie               |
| --------------------- | ------------------- | --------- | ----------------------- |
| Raúl Martínez Colomer | 200m vrije slag (m) | 38e       | serie 2: 6de in 1.54,23 |
|                       |                     |           |                         |
| Vanessa Garcia        | 50m vrije slag (v)  | 29e       | serie 7: 4de in 25,58   |